# Bård Jørgen Elden
Bård Jørgen Elden (Namdalseid, 17 giugno 1968) è un ex combinatista nordico norvegese.
È fratello di Trond Einar, a sua volta sciatore nordico di alto livello.

## Biografia
In Coppa del Mondo esordì il 13 marzo 1987 a Leningrado (11°), ottenne il primo podio il 17 dicembre 1988 a Saalfelden (2°) e l'unica vittoria il 21 gennaio 1989 a Breitenwang.
In carriera prese parte a un'edizione dei Giochi olimpici invernali, Albertville 1992 (21° nell'individuale), e a tre dei Campionati mondiali, vincendo una medaglia.

## Palmarès

### Mondiali
- 1 medaglia:
  - 1 oro (gara a squadre a Lahti 1989)

### Mondiali juniores
- 3 medaglie:
  - 1 oro (gara a squadre a Saalfelden 1988)
  - 1 argento (gara a squadre ad Asiago 1987)
  - 1 bronzo (individuale a Saalfelden 1988)

### Coppa del Mondo
- Miglior piazzamento in classifica generale: 4º nel 1989
- 4 podi (tutti individuali):
  - 1 vittoria
  - 2 secondi posti
  - 1 terzo posto

#### Coppa del Mondo - vittorie
| Data            | Località    | Nazione | Trampolino       | Spec.       |
| --------------- | ----------- | ------- | ---------------- | ----------- |
| 21 gennaio 1989 | Breitenwang | Austria | Raimund Ertl K87 | IN NH/15 km |

Legenda:

IN = individuale Gundersen

NH = trampolino normale